# Longibrachium atlanticum
Longibrachium atlanticum är en ringmaskart som först beskrevs av Francis Day 1973.  Longibrachium atlanticum ingår i släktet Longibrachium och familjen Onuphidae. Inga underarter finns listade i Catalogue of Life.